# Нина Рангелова
Нина Рангелова е българска плувкиня в дисциплината 200 метра свободен стил.

## Биография
Нина Рангелова е родена на 22 октомври 1990 година в град Пловдив, България. Започва да се състезава в местния клуб „Младост 91“, първият ѝ треньор е Таня Месробович. Тренирала е при Димитър Дръндаров и Веселин Суров. Следва в Южния методистки университет (Southern Methodist University) в Далас, САЩ, където живее и тренира.
На олимпийската квалификация в Солун през 2008 година Нина Рангелова финишира трета и това ѝ гарантира квота за участие на олимпийските игри в Пекин, където тя дебютира на най-големия спортен форум. В китайската столица Рангелова остава 30-а на 200 метра свободен стил.
За олимпийските игри през 2012 година в Лондон плувкинята покрива три норматива – на 100, на 200 и на 400 метра свободен стил. За първи път за игрите в Лондон норматив „Б“ не гарантира участие, което налага допълнително класиране от Международната федерация по плуване (ФИНА). Тя поставя нов национален рекорд, като завършва на 23-то място за 4:11,71 минути, печели втората серия на 400 метра свободен стил, но отпада.

## Постижения
- 10 място – ЕП „Будапеща 2010“, 200 м свободен стил
- 10 място – СП „Дубай 2010“, 400 м свободен стил
- 19 място – СП „Шанхай 2011“, 400 м свободен стил
- 7 място – ЕП „Шченин 2011“, 200 м свободен стил
- 10 място – ЕП „Шченин 2011“, 400 м свободен стил
- 11 място – „Дебрецен 2012“, 100 м свободен стил
- 11 място – „Дебрецен 2012“, 200 м свободен стил
- 13 място – „Дебрецен 2012“, 400 м свободен стил
- 6 място – ЕП „Лондон 2016“, 100 м свободен стил[4]